# Winterbergdenkmal

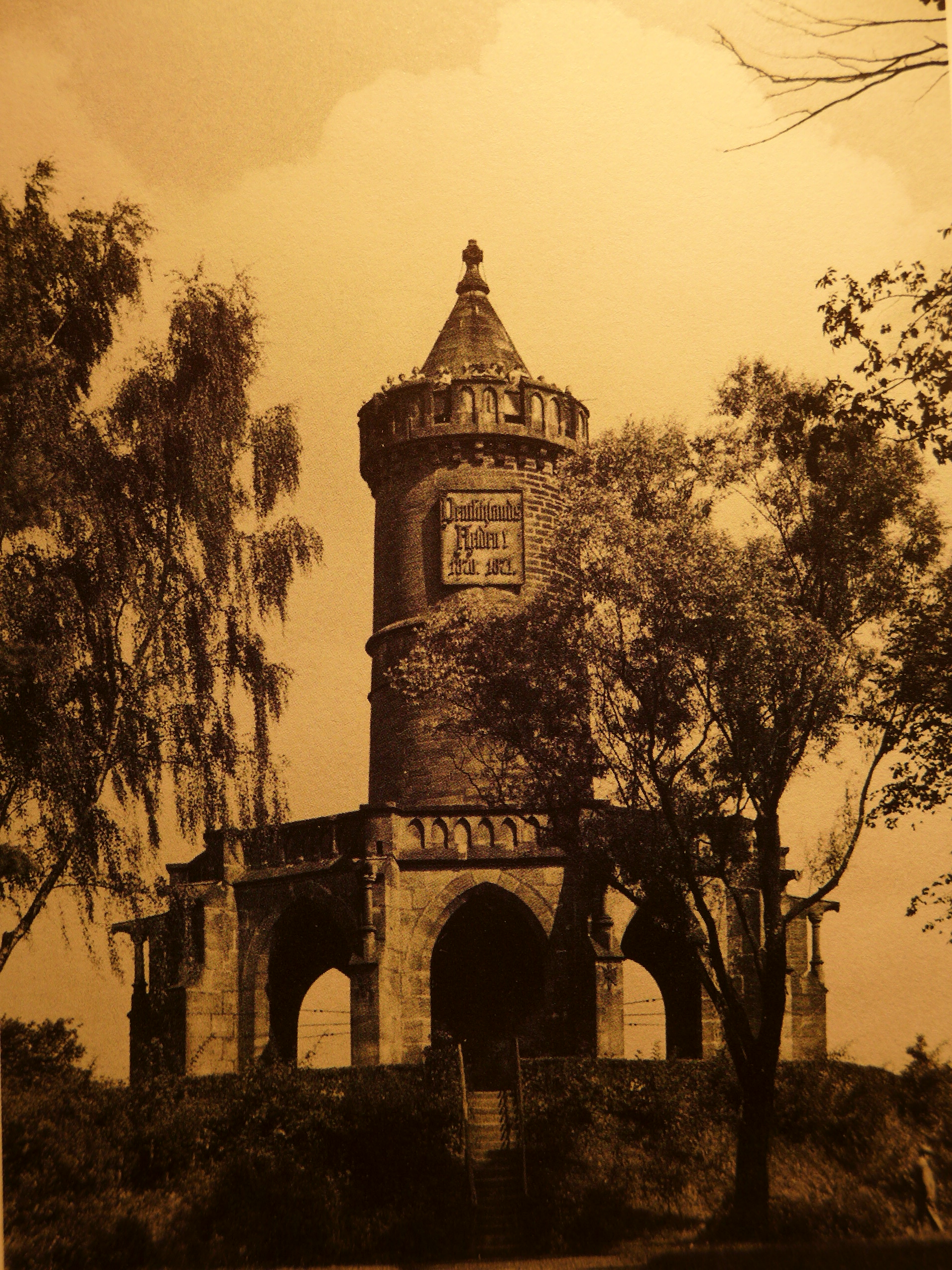
Winterbergdenkmal vor der Kriegszerstörung (Stadtarchiv Saarbrücken)

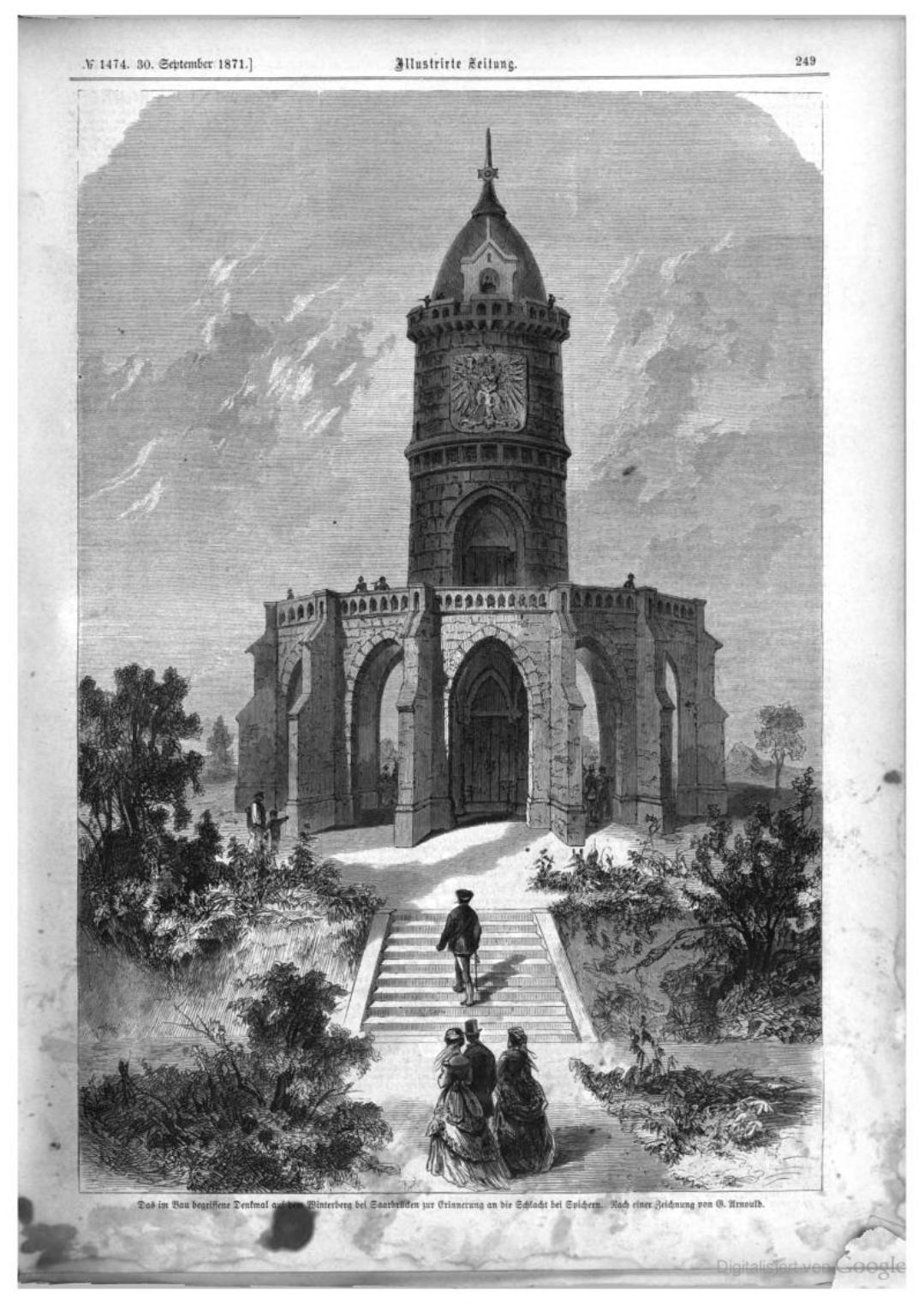
In der Leipziger „Illustrirten Zeitung“ aus dem Jahr 1871 veröffentlichter Entwurf des damals noch in der Planungsphase befindlichen Winterbergdenkmals

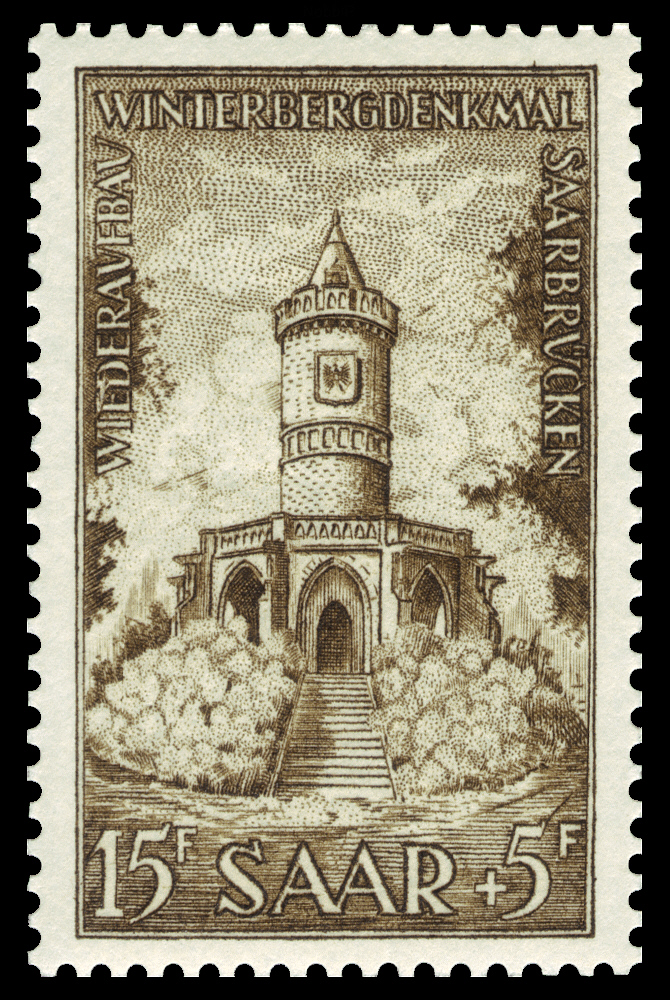
Das Winterbergdenkmal auf einer Briefmarke aus dem Jahr 1956 nach dem Ende des teilsouveränen Saarstaates

Das Winterbergdenkmal war ein Kriegerdenkmal auf dem Winterberg in Saarbrücken. Das auf einem künstlichen Hügel errichtete insgesamt 30 Meter hohe Turmdenkmal mit umlaufender Wandelhalle erinnerte an den Sieg Preußens bei der Schlacht bei Spichern am 6. August 1870. Heute ist nur noch der rekonstruierte Sockel mit Treppe erhalten, der unter Denkmalschutz steht. Der Name Winterberg selbst ist eine Verballhornung von Wingert-Berg, da hier Wein angebaut worden war.

## Geschichte und Gestaltung

### Spendensammlung

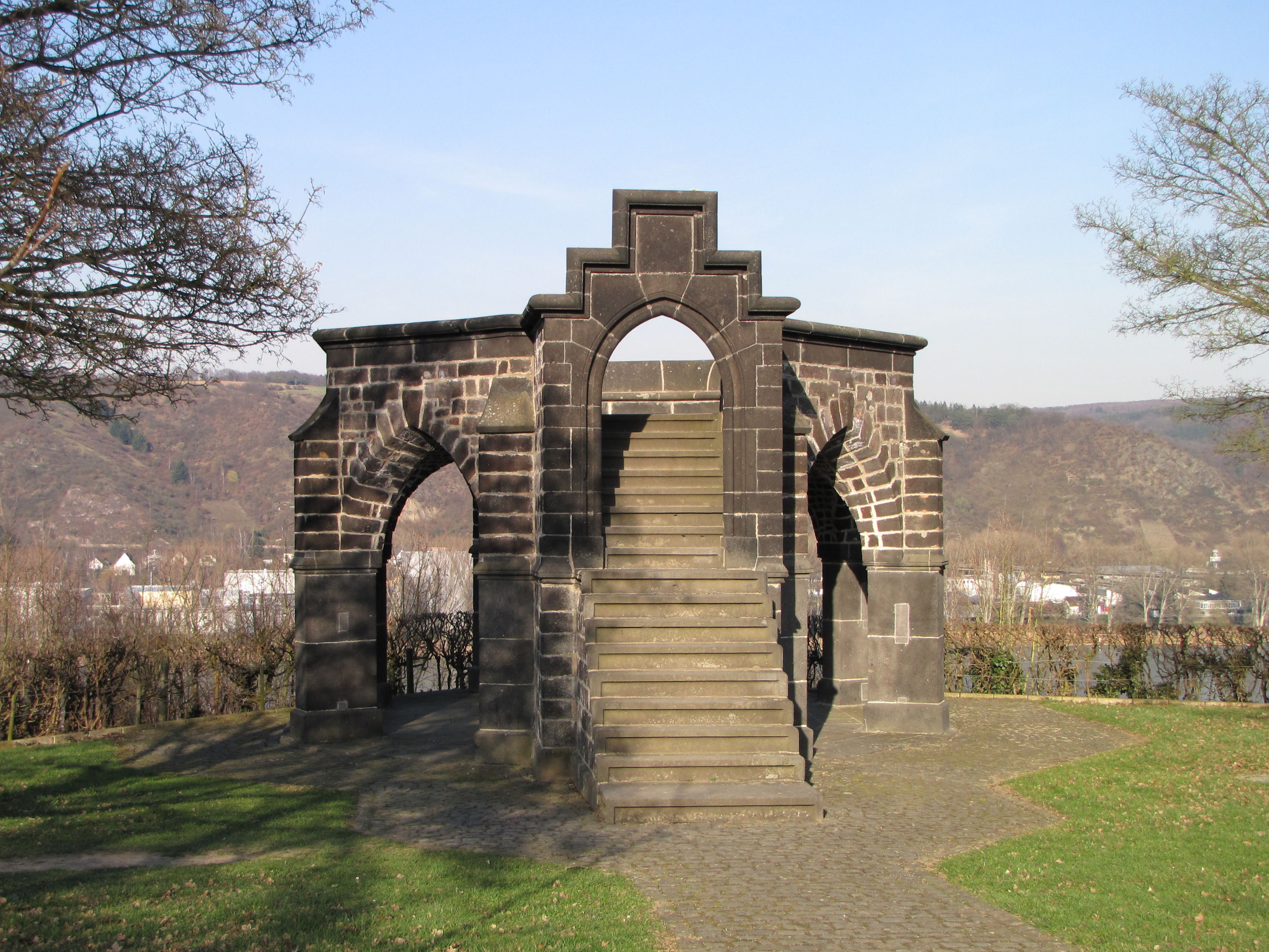
Der Königsstuhl von Rhens in seiner heutigen Gestalt, Vorbild der Denkmalshalle des Saarbrücker Winterbergdenkmals

Nach Ende des Deutsch-Französischen Krieges veranstalteten Bürger aus St. Johann und Saarbrücken eine Spendensammlung mit dem Ziel, auf dem Saarbrücker Winterberg, der höchsten Erhebung zwischen Spichern und Saarbrücken, ein großes Denkmal zur Erinnerung an die Ereignisse der durch den Krieg gegen Frankreich erreichten deutschen Reichseinigung von 1870/1871 zu errichten. Mit einer Spende von 2000 Talern des neuen Kaisers Wilhelm I. im Jahre 1873 war die Finanzierung dieses Plans verhältnismäßig schnell gesichert.

### Bau
In den Jahren von 1872 bis 1874 wurde unter Regierungsrat Otto Lieber (* 1825 in Düsseldorf, † 1897 ebd.) das bis zum Jahr 1939 weithin sichtbare Denkmal auf dem Winterberg errichtet. Lieber, der mit dem Eisenbahnbau an die Saar gekommen war, wurde im Jahr 1865 Kreisbaumeister in Mülheim an der Mosel und im Jahr 1869 Bauinspektor in Saarbrücken. Im Jahr 1873 kehrte er nach Düsseldorf zurück, wo er zunächst Regierungs- und Baurat, dann Geheimer Baurat wurde. Im Jahr 1892 ging er in den Ruhestand. Lieber hatte sich bereits im Jahr 1857 mit seinem aufwändig gestalteten neogotischen Entwurf zum Neubau des kleinen Bahnhofs Beckingen (Saar) einen Namen gemacht.

### „Rhenser Königsstuhl“-Halle
Den unteren Teil des Denkmals bildete eine fünf Meter hohe, zehnseitige, von hohen neogotischen Bögen durchbrochene Halle nach dem Vorbild des Königsstuhls von Rhens. Die architektonische Bezugnahme auf das Rhenser Vorbild sollte an die mittelalterliche Tradition der Königswahlen des Heiligen Römischen Reiches erinnern. Die neogotische Halle des Winterbergdenkmals sollte dabei die unverbrüchliche Einheit der deutschen Stämme symbolisieren.
Der zum Zweck der Treffen der Kurfürsten des Reiches in den Jahren von 1376 bis 1398 am Westufer des Rheins errichtete Königsstuhl bei Rhens lag an einem Ort, wo ursprünglich vier Kurfürstentümer aneinandergestoßen waren: Kurmainz, Kurtrier, Kurköln und Kurpfalz. Der sonst eher unbedeutende Rheinort war durch Kurfürstentreffen und Königswahlen im Spätmittelalter zu einem der Zentren der Reichspolitik geworden.
Erstmals im Jahr 1273 sollen sich hier die mächtigen Reichsfürsten in einem Vorabgespräch auf die Wahl Rudolfs von Habsburg zum deutschen König geeinigt haben. Im Jahr 1338 war hier der Kurverein von Rhense gegründet worden, was einen Fixpunkt in der Geschichte des Heiligen Römischen Reiches darstellt. Ursprünglich hatte der Rhenser Königsstuhl aus Holz bestanden und war erst auf Anordnung von Karl IV. aus dem Jahr 1376 in Stein errichtet worden. In einem Brief König Wenzels aus dem Jahr 1398 war das steinerne Podest erstmals als „Thronus imperialis“ bezeichnet worden. Die letzten wichtigen Inszenierungen des Heiligen Römischen Reiches hatten 1442 unter Friedrich III. und 1486 unter Maximilian I. stattgefunden. Mit der Verlagerung der Reichspolitik nach Wien war der Königstuhl mehr und mehr in Vergessenheit geraten.
Erst im Zuge der Französischen Revolution und der nachfolgenden französischen Einnahme des Rheinlandes hatte der Königsstuhl schlagartig wieder politische Bedeutung erlangt. In den Kriegswirren der Napoleonischen Kriege war der Königsstuhl durch französische Soldaten im Jahre 1795 beschädigt und wohl auch aus symbolpolitischen Gründen im Jahr 1804 von der französischen Besatzungsmacht abgerissen und sein Baumaterial anschließend veräußert worden. Nach der durch die Befreiungskriege beendeten französischen Besatzungsherrschaft war die Rekonstruktion des Königsstuhles zu einem der Kulminationspunkte der Belebung vaterländischer Gesinnung der auf die nationale Einheit Deutschlands gerichteten gesellschaftlichen Strömungen geworden. In einer im Jahre 1826 initiierten Spendenaktion, die von König Friedrich Wilhelm IV. von Preußen unterstützt wurde, war zu einer deutschnational interpretierenden Wiedererrichtung des Königsstuhls als Nationaldenkmal aufgerufen worden, woraufhin es in den Jahren 1841 bis 1843 zum Neubau des Königsstuhls durch den Baumeister Johann Claudius von Lassaulx kam. Von der nationalromantischen Literatur Deutschlands, zum Beispiel von Ferdinand Freiligrath, war diese Rekonstruktion als Zeichen des Wiederaufstiegs Deutschlands ausgiebig gefeiert worden. Die architektonische Zitierung des Rhenser Königsstuhls beim Bau des Saarbrücker Winterbergdenkmales stellt also ein politisch hochaufgeladenes Moment dar.

### Turm
In der Saarbrücker Variante wurde die „Rhenser“-Halle, dann zusätzlich durch den Bau eines bergfried-ähnlichen Turmes ergänzt und überhöht. Der Turm, der auch als gegen Frankreich gerichteter Wachturm gedeutet werden konnte, erhob sich 20 Meter über der Halle und schloss in einer gemauerten Spitze ab. Die Schildinschrift der nach Spichern gewandten Seite des Turmes lautete „Deutschlands Helden 1870–1871“ und war damit deutlich als Hinweis des Triumphes der siegreichen Truppen Preußens und seiner deutschen Verbündeten über den Aggressor Frankreich zu verstehen. Das Winterbergdenkmal war das früheste Nationaldenkmal des neugegründeten kleindeutschen Kaiserreiches.
Auf halber Höhe trug der Winterberg-Turm ein Reliefband mit den Namen der deutschen Regimenter, die an den Kämpfen im Juli und August 1870 beteiligt gewesen waren. In weiterer, pseudohistorischer Deutung wurde der Turm auch als ikonographische Reinkarnation der einstigen germanischen Irminsul, einem Heiligtum der Sachsen, das nach den Einträgen fränkischer Annalen zum Jahr 772 auf Veranlassung Karls des Großen von den Franken zerstört worden war, angesehen.

### Einweihung

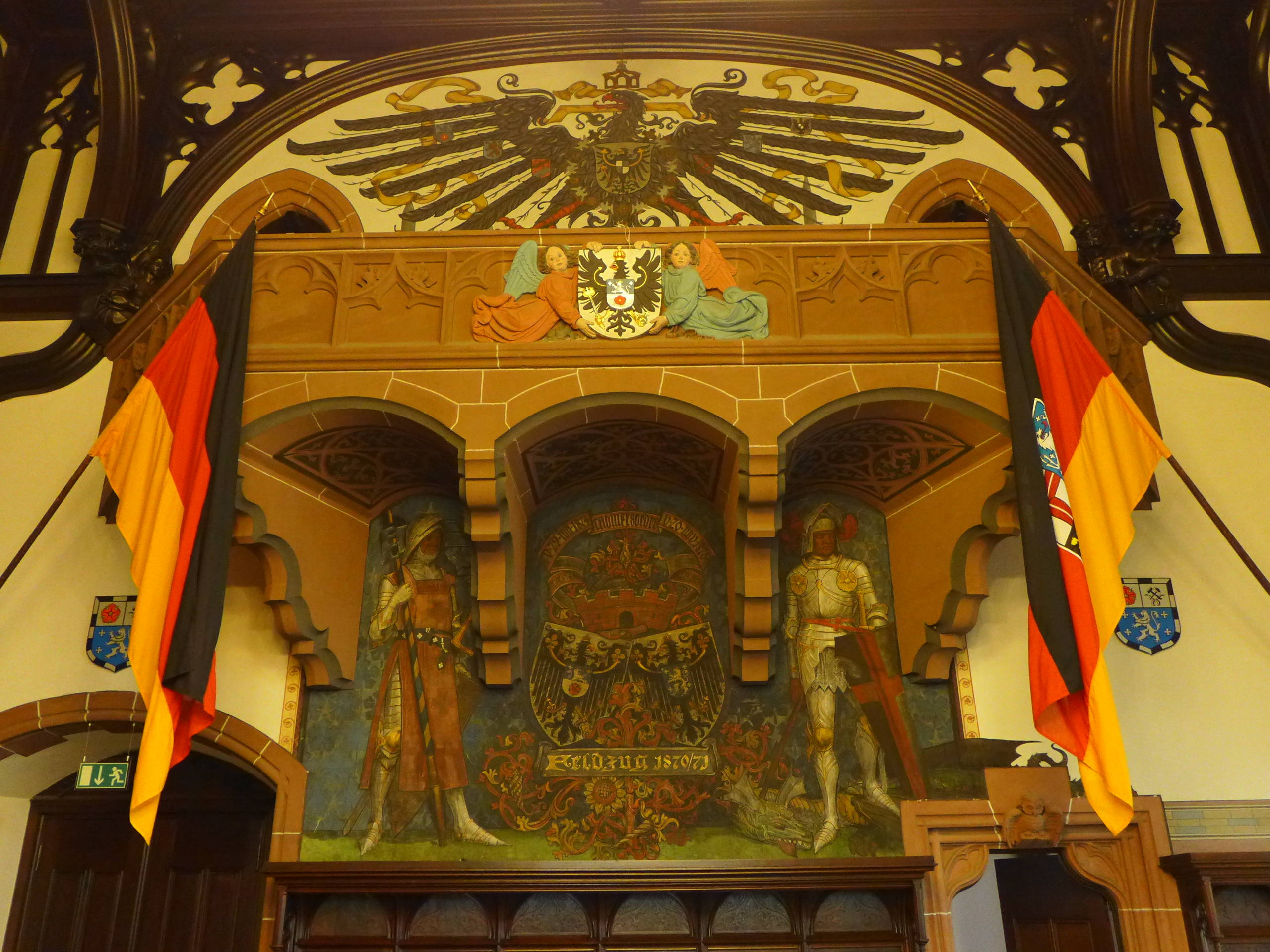
Rathaus St. Johann, Balkon des Festsaales mit dem Reichsadler und den Wappen der Schwesterstädte Saarbrücken und St. Johann an der Saar

Die ursprünglich für den 6. August 1874 (dem Jahrestag der Schlacht bei Spichern) geplante Einweihung des Winterbergdenkmals fand am 10. August in Anwesenheit des preußischen Kriegsministers Georg von Kameke statt. Anlässlich der Einweihung hatte der Trierer Regierungspräsident Arthur von Wolff den versammelten Gästen mitgeteilt, dass König Wilhelm I. von Preußen, seit 1871 Deutscher Kaiser, durch allerhöchste Kabinettsorder vom 29. Juli 1874 genehmigt hatte,

„dass die Städte Saarbrücken und St. Johann zur Erinnerung ihrer patriotischen und opferwilligen Haltung während des letzten Krieges fortan in ihrem Wappen die preußischen Farben führen dürfen.“

Die Wappen beider Städte zeigten seit dieser Zeit den preußischen Adler mit königlichen Insignien mit den jeweiligen Städtewappen als Brustschild.

### Wegeführung
Hinsichtlich der infrastrukturellen Anbindung des Denkmals gelangte man von St. Johann aus über die nach Reichskanzler Bismarck benannte Saarbrücke auf die Sankt Arnualer Gemarkung. Die nach dem königlich-preußischen Regierungspräsidenten des Regierungsbezirks Trier und Ehrenbürgers der Stadt Saarbrücken (seit 1913), Constanz von Baltz, benannte Präsident-Baltz-Straße lief als Sichtachse direkt auf das Winterbergdenkmal zu. Zur Tilgung der preußischen Tradition hatte man die Achse nach 1945 in Saargemünder Brücke und Saargemünder Straße umbenannt. Nach dem Ende der Ära Hoffmann erhielt die Straßenachse wieder ihre preußischen Namen zurück. Damit wollte die „Straßenumbenennungskommission“ unter dem Vorsitz von Heinrich Schneider „die Vergewaltigung von Überlieferung und Wahrheit (…), die alle traditionellen Bindungen einer urdeutschen Stadt durchschneiden wollen“ rückgängig machen und das „deutsche Antlitz Saarbrückens auch im Spiegel der Straßennamen“ wiederherstellen.

### Saarbrücker Wahrzeichen
Das Winterbergdenkmal entwickelte sich rasch zu einem Wahrzeichen der Stadt Saarbrücken und zierte Postkarten und Broschüren. Es wurde nicht nur deutschlandweit, sondern auch international als Wahrzeichen für das Land an der Saar konnotiert. Für Touristen gehörte seit den 1880er Jahren ein Besuch des Winterbergdenkmals, des Schlachtfeldes auf den Spicherer Höhen mit dessen Denkmalen und ein Besuch des Friedhofs im Ehrental zu den Hauptattraktionen Saarbrückens, die in Fremdenverkehrsbroschüren beworben wurden.
Der politische Charakter des Denkmals als Monument des Sieges über den französischen „Erbfeind“ wurde verstärkt wieder in der Zeit vor und nach dem Ersten Weltkrieg zum Ausdruck gebracht.
Dies geschah in besonderem Maße, als das Saargebiet nach den Bestimmungen des Versailler Vertrages für 15 Jahre vom Reichsgebiet abgetrennt worden war. Am 11. August 1929 wurde im Rahmen einer Verfassungsfeier im Saargebiet das Winterbergdenkmal in den Reigen der auf den Hügeln abbrennenden Höhenfeuer einbezogen. Auf Reichsgebiet nutzte der Bund der Saarvereine das Winterbergdenkmal als Vereinssymbol. Der Bund der Saarvereine war eine private propagandistische Vereinigung zum Zweck der Werbung für die Rückkehr des abgetrennten Saargebietes zu Deutschland. Er wurde von den jeweiligen Reichsregierungen finanziell und organisatorisch unterstützt.
Anlässlich der Bundestagung der Saarvereine im Jahr 1934 auf der Koblenzer Festung Ehrenbreitstein wurde eine Brücke aus Schiffen über den Rhein gebildet, in deren Mitte ein Modell des Denkmals montiert war.
In einer Beschlussfassung der neu gegründeten Ortsgruppe in Gelsenkirchen-Neustadt hieß es:

„Solange es noch Saardeutsche gibt, solange ein Winterbergdenkmal stolz hinab ins Saartal blickt als Sinnbild einst ruhmvoller Tage für die Bewohner und als Sinnbild der preußisch-deutschen Kraft, mit der vereint das Saargebiet zu Blüte und zu Wohlstand gelangt ist, solange wird kein echter deutscher Saarsohn seine deutsche Mutter verleugnen.“

Im Abstimmungskampf um die Rückgliederung des Saargebietes an das Deutsche Reich wurde das Winterbergdenkmal weiter zum nationalen Symbol der von den Nationalsozialisten beherrschten „Deutschen Front“ stilisiert:

„Und gerade in der Jahreszeit, da das Saargebiet erneut seinen schicksalsschweren Weg geht, soll uns dieses Ehrenmal mit neuer Kraft und neuem Mut erfüllen, auszuharren im Kampfe um die Rückkehr des Saarlandes, bis einstens wieder in schicksalsumwitterten Mauern die Stunde der Freiheit schlägt.“

Nach der für die NSDAP positiv verlaufenen Abstimmung vom 13. Januar 1935 und der Angliederung des Saargebietes an Hitler-Deutschland am 1. März 1935 wurde dem Winterbergturm als triumphierendes Siegeszeichen ein großes beleuchtetes Hakenkreuz aufgesetzt.

### Sprengung
Am 10. September 1939 wurde das Denkmal von der deutschen Wehrmacht gesprengt, um der feindlichen Artillerie im Zweiten Weltkrieg keinen Orientierungspunkt zu geben. Im Zusammenhang mit dieser Maßnahme wurden auch der Hindenburgturm in Berus, der Alexanderturm bei Böckweiler und mehrere saarländische Kirchtürme gesprengt.

### Wiederaufbau-Initiativen
Nach dem Zweiten Weltkrieg und nach der zweiten saarländischen Volksabstimmung 1955 sowie der Eingliederung des Saarlandes in die Bundesrepublik Deutschland wurde in den Jahren 1957/1958 noch einmal ein symbolischer Bezug auf das Winterbergdenkmal versucht: Es wurde zum
Emblem der Zeitschrift „Saarheimat“ und des Saarländischen Heimat- und Kulturbundes erhoben.
Nach der Ablehnung des Europäisierungsabkommens des Saarstatutes und dem damit zusammenhängenden Rücktritt der Regierung des saarländischen Ministerpräsidenten Johannes Hoffmann wurden von der neuen prodeutschen Regierung des Saarlandes zwischen den Jahren 1956 und 1958 saarländische Briefmarken herausgegeben, deren Zuschlag dem Wiederaufbau des Denkmals zugutekommen sollte.
Im Jahr 1975 rief ein „Kuratorium zum Wiederaufbau des Winterbergdenkmals Saarbrücken“ und der „Verband deutsches Afrika-Korps, Kreiskameradschaft Saarbrücken e.V.“ in der Zeitschrift Saarheimat zu Spenden für den Wiederaufbau des Denkmals auf. Mit den gesammelten Spenden konnte zumindest der Sockel des Winterbergdenkmals rekonstruiert werden.

## Galerie

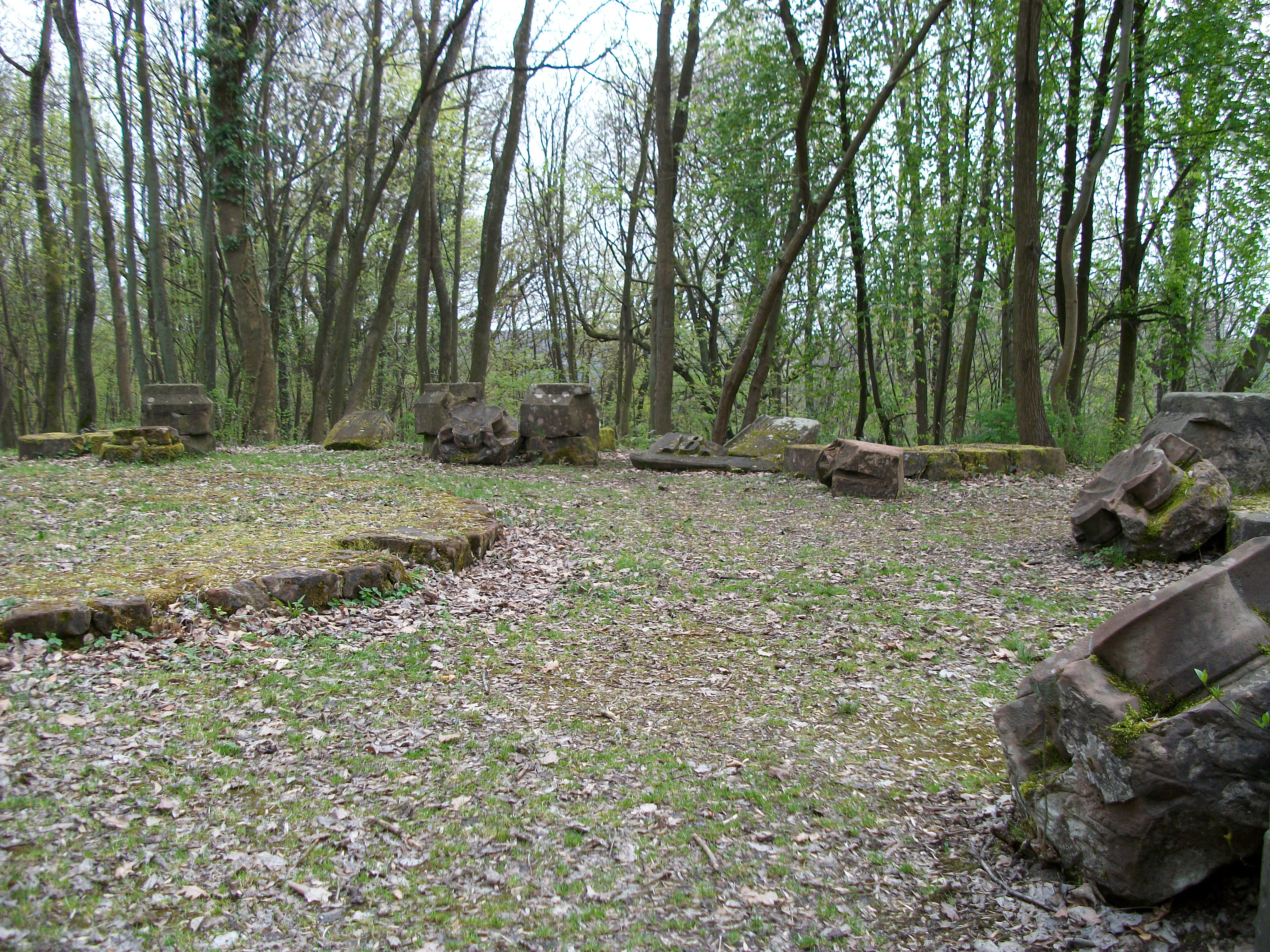
Sockelreste
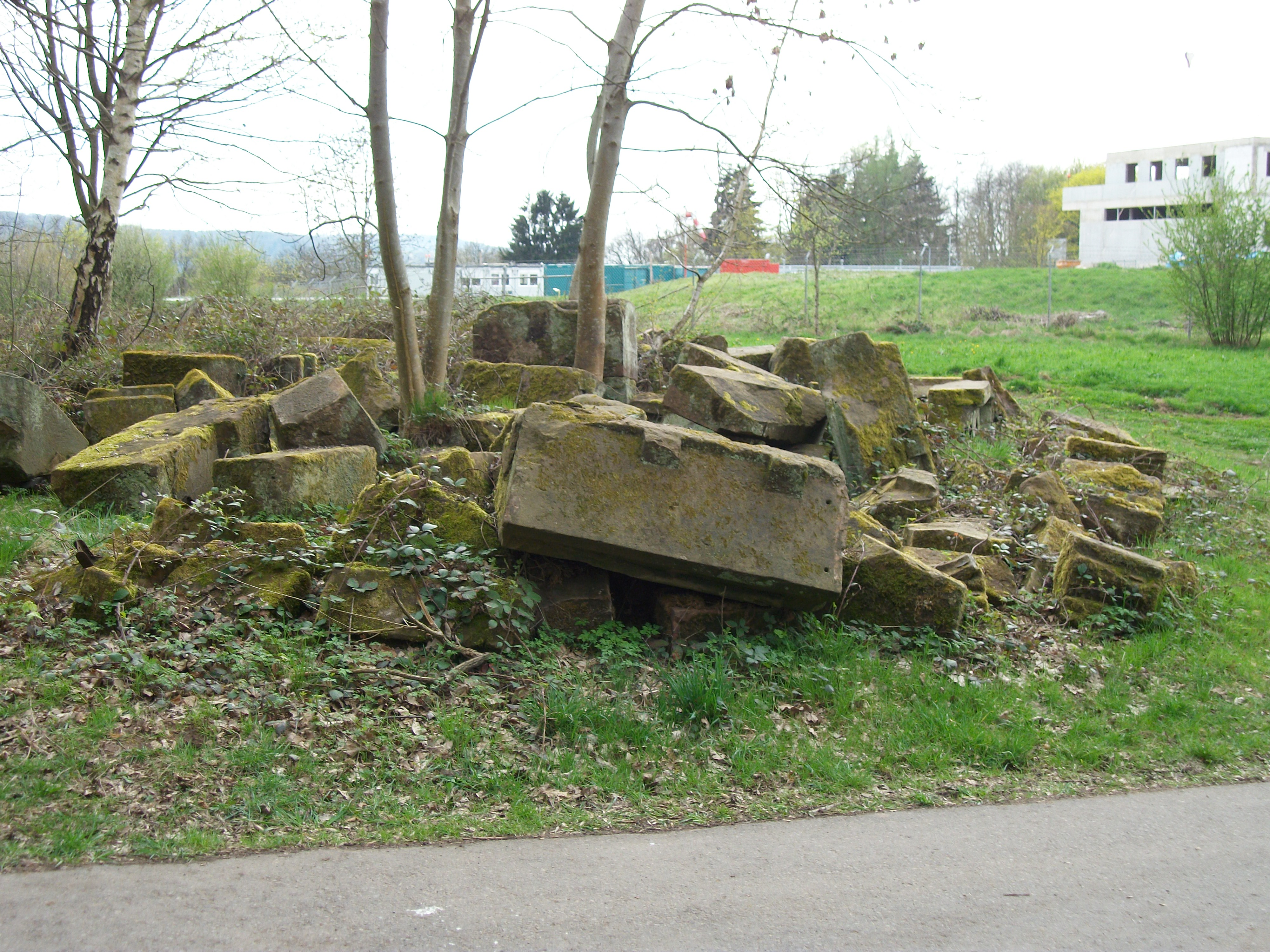
Überreste
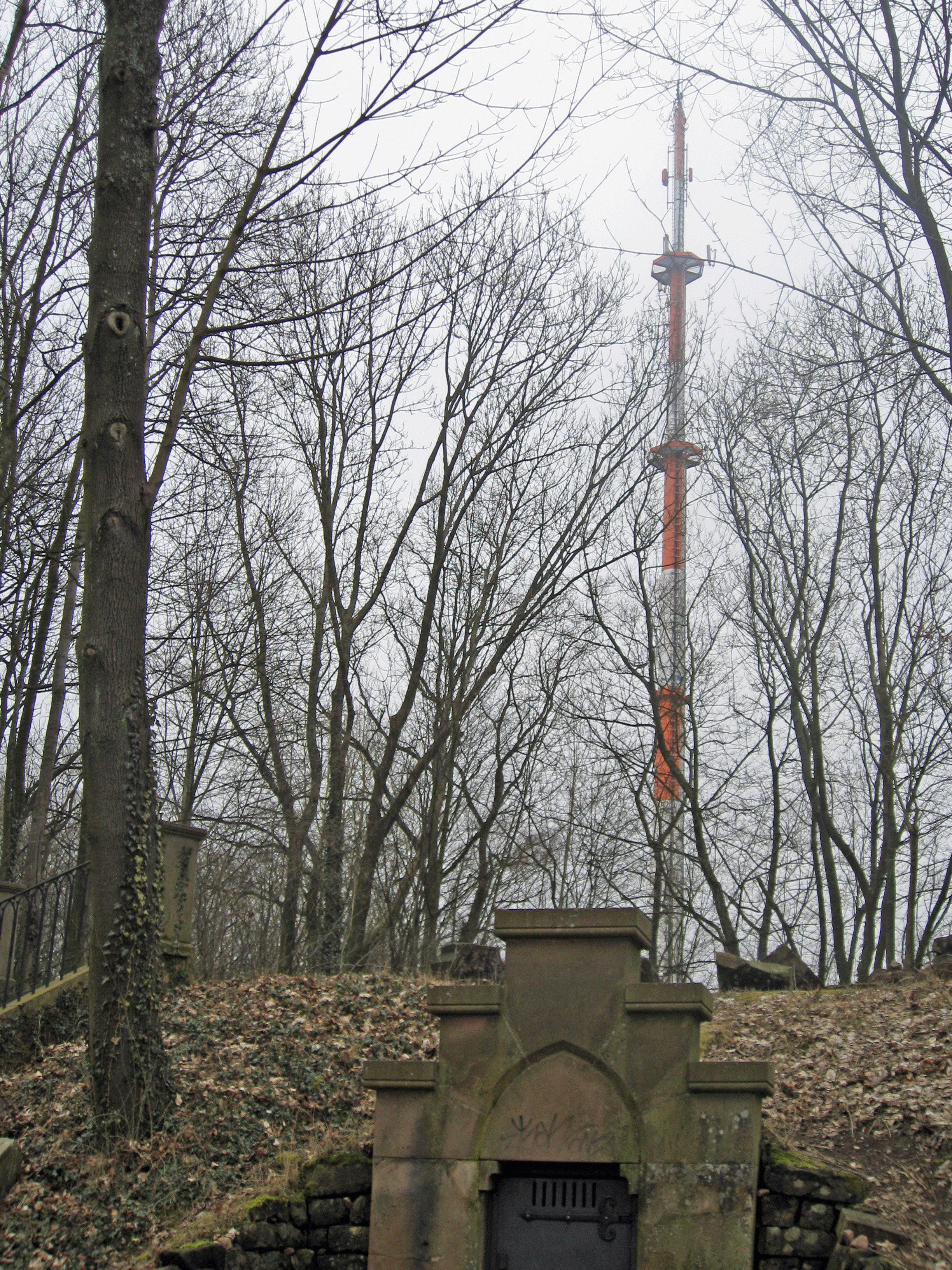
Sockel und Sender Saarbrücken-Winterberg
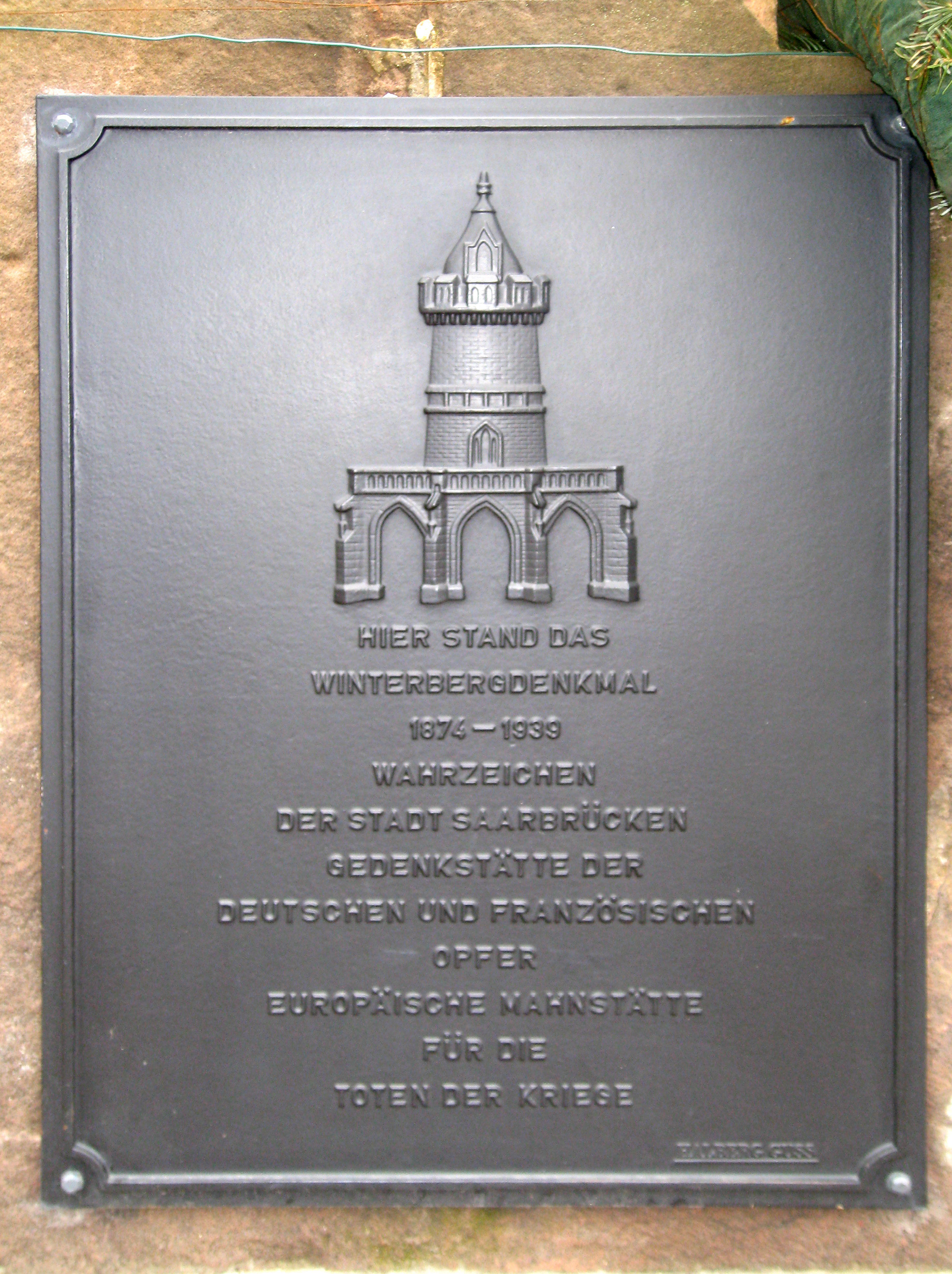
Plakette
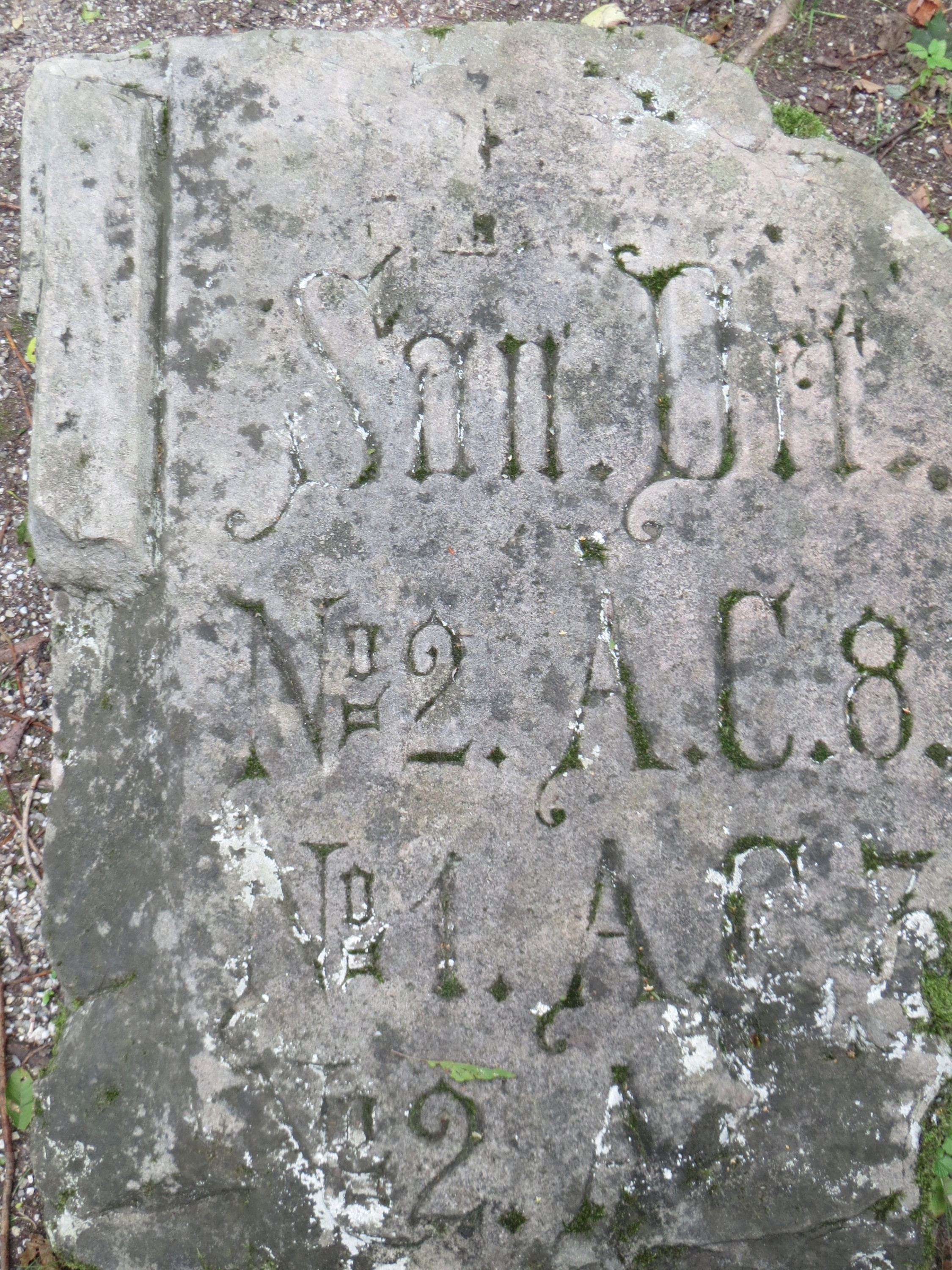
Inschrift